# Hans Geiger (Schachspieler)
Johannes (Hans) Geiger (* 1. Januar 1899 in Angedair, Tirol; † 29. Juni 1972 in Innsbruck) war ein österreichischer Schachfunktionär und Leiter des Österreichischen Schachverbandes, der 1938 dem Großdeutschen Schachbund beitrat.

## Leben
Hans Geiger erlernte das Schachspiel im Alter von 12 Jahren im fürstbischöflichen Knabenseminar in Brixen von einer nicht ganz regelkundigen Krankenschwester. Erst fünf Jahre später brachte ihm Mitschüler Franz Wohlgemuth, der Sohn eines Mitgliedes des Innsbrucker Schachklubs, die Regeln richtig bei. Eine Simultanvorstellung von Rudolf Spielmann am 27. März 1917 in Innsbruck bewog ihn zum Eintritt in den Innsbrucker Schachklub. Walter Flir wurde dort sein erster Lehrmeister. Geiger lernte schnell. Als Kaiserjäger in Beneschau traf er auf den starken ehemaligen Prager Spieler Boguschovsky, dem er bald überlegen war. Nach Erfolgen im Verein, er bezwang u. a. seinen Lehrmeister und den Meister des Bayerischen Schachbundes Max Kapferer, spielte er 1921 sein erstes auswärtiges Turnier in Regensburg – er wurde Fünfter. Weitere Turniere in Innsbruck 1922 und Wien 1926 folgten. Zu diesem Zeitpunkt war er bereits Mitglied des Deutschen Schachvereins Wien. 1928 gewann Geiger in Graz die Alpenländische Meisterschaft. 1929 legte er eine Schaffenspause ein und widmete sich diversen Funktionen im Verband.